# So I’m a Spider, So What?
So I’m a Spider, So What? (яп. 蜘蛛ですが、なにか？ Кумо дэсу га, нани ка?) — ранобэ авторства Окины Бабы с иллюстрациями Цукасы Кирю, выпускающееся издательством Kadokawa Shoten под собственным лейблом с 10 декабря 2015 года. Первоначально публикация серии стартовала 27 мая 2015 года на онлайн-ресурсе Shousetsuka ni Narou. По результатам 2016 года серия была включена в рекомендательный список Kono Light Novel ga Sugoi!, заняв в нём третье место в категории танкобонов, а в 2017 году поднялась уже на второе место данного рейтинга.
На основе сюжета оригинального произведения было осуществлено несколько адаптаций в другие медиа-форматы. С 22 декабря 2015 года в журнале Young Ace Up была начата манга-адаптация оригинального сюжета, оформленная мангакой Асахиро Какаси. В июне 2019 года было объявлено о предстоящем начале выпуска комедийной спин-офф манги, иллюстрации к которой будут выполнены Гратеном Тори. 6 июля 2018 года на аниме-фестивале Anime Expo состоялось объявление о грядущей адаптации ранобэ в виде аниме-сериала. В течение полутора лет информация о работе над экранизацией не появлялась в СМИ, но в январе 2020 года официальные источники проекта сообщили о выпуске аниме-сериала в этом календарном году. Его премьера состоялась 8 января 2021 года.

## Сюжет
Действие ранобэ разворачивается в параллельном земному мире, в котором испокон веков происходят сражения между носителями титула «Героя» и «Короля Демонов». В одной из таких схваток было применено мощное заклинание, создавшее разрыв в пространстве между этим миром и Землёй и уничтожившее по случайности целый класс японской школы вместе с учителем и всеми учениками. По решению Администраторов, управляющих системой параллельного мира, всем погибшим была дарована возможность переродиться в этой реальности. Большая часть погибших японцев появилась на свет в новом мире в виде людей, которым в качестве компенсации было даровано огромное количество очков способностей для развития и одна уникальная способность. Главная героиня истории, однако, переродилась в Лабиринте Элро, крупнейшем подземелье мира, соединяющем континенты, в монстра-паука, изначально лишённого форы. Спасаясь от опасности быть съеденной своей матерью и новорожденными собратьями, героиня скрылась в Лабиринте. В нём она столкнулась с многочисленными монстрами и для выживания начала различными уловками развивать свои способности, копить опыт, а также эволюционировать в более сильные разновидности.

## Персонажи
Сираори (яп. 白織) — главная героиня. Первоначально переродилась в виде паука вида малый слабый таратект.
Сэйю: Аой Юки
Шлейн Заган Аналейт (яп. シュレイン・ザガン・アナレイト Сюрэин Дзаган Анарэито) / Сюнсукэ (Сюн) Ямада (яп. 山田俊介 Ямада Сюнсукэ) — школьник, переродившийся как принц королевства Аналейт. После гибели своего брата Юлиуса получил титул «Героя».
Сэйю: Сюн Хориэ
Карнатиа (Катиа) Сери Анабальд (яп. カルナティア・セリ・アナバルド Карунатиа Сэри Анабарудо) / Каната Осима (яп. 大島叶多 О:сима Каната) — парень, переродившийся в виде дочери местного герцога. Влюбился как девушка в Сюна.
Сэйю: Нао Тояма
Филимес Харрифенас (яп. フィリメス・ハァイフェナス Фиримэсу Ха:ифэнасу) / Канами Окадзаки (Ока-тян) (яп. 岡崎香奈美 Окадзаки Канами) — учительница, переродившаяся в виде эльфийской девочки.
Сэйю: Кая Окуно

## Критика
Ранобэ и манга-адаптация получили положительную оценку от рецензентов портала Anime News Network. Критик Терон Мартин отметил, что данная работа относится к крайне популярному жанру середины 2010-х — «исэкай», причём в данном случае имело место не просто перенесение главной героини из одного мира в другой, а полное перерождение с нуля, также как и в случае That Time I Got Reincarnated as a Slime. Мартин подчеркнул, что в отличие от That Time I Got Reincarnated as a Slime данное ранобэ значительно скрупулёзнее подходит к описанию фактической адаптации существа в новом мире, а также, что в качестве центрального персонажа-рассказчика была выбрана девушка, в отличие от типичных мужских протагонистов других работ жанра. По мнению обозревателя, банальный, на первый взгляд, процесс экспериментирования и освоения новых способностей пауком оказался весьма увлекательным, благодаря использованному Окиной Бабой стилю повествования в виде «потока сознания». Мартин отметил, что несмотря на то, что читателю не предоставлялось многих деталей происходящего с героиней, во время чтения этого вовсе не чувствовалось. Более того, по мнению критика, сама франшиза So I’m a Spider, So What? демонстрировала значительно больший потенциал, нежели множество других представителей жанра «исэкай».
Коллега Мартина по Anime News Network Ребекка Сильверман, оценивая манга-адаптацию серии, также заключила, что ей интересно наблюдать за всеми перипетиями развития главной героини. Критик отметила, что дизайн паука Асахиро Какаси менее симпатичен, чем оригинал Цукасы Кирю, однако мангаке удалось интересно передать очень много эмоциональных состояний персонажа, сделав комикс «хорошим сочетанием глупости и серьёзности» и «способным нести вес первоисточника».